# Katarina Justić
Katarina Justić (Rotterdam, 19 mei 1978) is een Nederlands actrice met een Kroatische achtergrond. In 2000 studeerde zij af aan de Toneelacademie Maastricht, waarna zij in verschillende theaterproducties speelde, waaronder de theatermarathon Tantalus van Toneelgroep De Appel. Ze is vooral bekend van haar rollen in soaps als GTST en ONM.
In 2003 was ze enkele maanden te zien in Goede tijden, slechte tijden met de gastrol van zuster Betty. Een jaar later kreeg ze een vaste rol in de soapserie Onderweg naar Morgen, waarin ze wederom een verpleegster speelde. Eind 2005 zorgde Justić voor opschudding toen ze voor ONM haar borsten liet vergroten. Sommige leden van de omroep die de televisieserie uitzond, BNN, waren bang dat zij aan deze operatie mee hadden betaald. SBS was aanwezig bij de ingreep.
In 2005 werkte Justić mee aan de film Lege Maag in de rol van Geeske. Dit was tevens het laatste project waaraan Frédérique Huydts meewerkte voordat zij overleed. De dvd kwam uit in 2007. Op 25 september 2009 ging een opnieuw gemonteerde versie in première tijdens het Nederlands Film Festival in Utrecht.
In 2008 ging op het filmfestival in Utrecht de film Salto Mortale in première, waarin Justić een circusacrobate speelde. In 2009 speelde ze in New York, waar ze reeds vijf jaar eerder workshops had gevolgd aan de Stella Adler Studio en sindsdien vaak verbleef, een theatervoorstelling in The Theaterlab NYC. Eenmaal teruggekeerd naar Nederland speelde ze in de film Collapsus van Tommy Pallotta. In 2010 stopte ONM en daarmee haar rol in de serie. Op het Holland Festival in 2011 speelde zij in de voorstelling Before I sleep (een coproductie met de Engelse theatergroep Dreamthinkspeak) van Tristan Sharps.
In 2012 is ze te zien in de tv-hitserie Divorce, geregisseerd door Will Koopman. Ze speelt hierin de verleidelijke buurvrouw Alma. 
Voor haar rol in de film "Het was een verschrikkelijke Man", wint ze de 'Best Comedy Actress'-award.
Justić werd in 2013 moeder van een zoon, Elvis.
In seizoen 2013/2014 speelt zij Katja in de Net5-serie Sophie's Web.
Vanaf 2015 duikt ze in de "Chubbuck Techniek" en volgt ze masterclasses bij de Amerikaanse Hollywood-acteercoach Ivana Chubbuck, met als gevolg een rol in de Engelse commercial voor Amstel bier. 
'The Smallest Bar in Amsterdam' [regie Joachim Back] waarvoor ze ook de voice-over doet.
Vanaf 2017 speelt ze bij het Haagse gezelschap DEGRADE, en leest ze voor in ziekenhuizen en zorginstellingen, voor zieke kinderen en ouderen, voor de stichting Bedtime Stories.

## Filmografie
- 2001 - Oppassen!!! - Brigitte (Afl. Mag ik een tattoo?)
- 2002 - Flikken Gent - Selina Dashi
- 2003 - Goede tijden, slechte tijden - Betty Luijendijk
- 2004-2010 - Onderweg naar Morgen - Shirina Cabar-Delic
- 2005 - Lege Maag - Geeske
- 2008 - Salto Mortale - Isabella
- 2010 - De meisjes van Thijs- Vivianne
- 2010 - Collapsus - Elena
- 2011 - Seinpost Den Haag - Dorina
- 2012 - Het Was Een Verschrikkelijke Man - Esmee van Zanten
- 2012 - Divorce - Alma
- 2013 - Meesterlijk - Edith
- 2013-2014 - Sophie's Web - Katja
- 2014 - Flikken Maastricht - Agnes/ Jackie
- 2014 - Stoorzender - Jenny Flex
- 2015 - Riven Geest
- 2015 - De Affaire - Camila Hasanovic
- 2016 - The smallest Bar in Amsterdam - Jaap's wife
- 2017 - Brussel- Erica
- 2018 - Kamer 24- Jennifer
- 2020 - Anne Frank videodagboek - Edith Frank

## Toneel
- 2008 - Bloemen Mozes
- 2009 - Spek (The Theaterlab NYC)
- 2009 - Reprise van De winterkoningin
- 2010 - Mulan (Jeugdtheater Hofplein)
- 2011 - Before I sleep (Holland Festival)
- 2015 - Het is maar een Fase (PACT)
- 2016 - Chubbuck
- 2017 - Reprise Het is maar een Fase (PACT)
- 2017 - Belgie (DEGRADE)
- 2017 - Motel Detroit (DEGRADE)
- 2018 - Triptiek van de Macht (DEGRADE)
- 2018 - FF D'R UIT Bedtime Stories